# S-togskollisionen i Holte
S-togskollisionen i Holte fandt sted den 7. november 2002 kl. 17:30, da to S-tog stødte sammen på Holte Station, og en person blev dræbt og fem personer kvæstet.
Den dræbte befandt sig i en togvogn, der fik en 10 til 15 meter lang flænge i siden, da S-togene ramte hinanden cirka 200 meter fra perronerne.